# Mapo-gu
Mapo-gu (Hangul : 서울 마포구) is een gu of stadsdistrict van Seoel. Het bevindt zich ten noorden van de rivier de Han.
In het noorden staat het Seoul World Cup Stadion dat gebouwd is voor de wereldcup van 2002 en 63.930 zitplaatsen heeft. Woonwijken en grote universiteiten bepalen het beeld in Mapo-gu. De Seogang Universiteit en de Hongik Universiteit, bekend om zijn kunstfaculteit, staan hier. Hongdae het gebied bij de Hongik Universiteit, staat bekend om zijn uitgaansleven met veel discotheken, bars en restaurants. Daarnaast zijn er galerietjes waar lokale kunstenaars hun waren slijten.
Mapo-gu is ook het district waar in oktober 1992 het "House of Sharing" geopend werd. Een thuis voor de nog in leven zijnde troostmeisjes die tijdens de Tweede Wereldoorlog gedwongen werden zich als seksslavinnen te laten verkrachten door de militairen van Japanse leger. Het House of Sharing is daarna diverse malen verhuisd en staat sinds 1995 op een heuvel buiten Seoel.